# Babiny I
Babiny I (deutsch Babina I, früher Babina A) ist ein Ortsteil der Gemeinde Malečov in Tschechien. Er liegt zehn Kilometer südöstlich von Ústí nad Labem und gehört zum Okres Ústí nad Labem.

## Geographie
Babiny I befindet sich im rechtselbischen Teil des Böhmischen Mittelgebirges am Oberlauf des Baches Rytina.
Nördlich erhebt sich der Babinský vrch (Babinaer Berg, 626 m), östlich der Špičák (608 m) und Babínský vrch (551 m), im Südosten die Vrchovina (676 m), südlich der Vimperk (Winterberg, 633 m), im Südwesten die Kupa (634 m) und der Varhošť (Aarhorst, 639 m), westlich der Matrý (537 m) und im Nordwesten der Kamenný vrch (656 m).
Nachbarorte sind Tašov im Norden, Ovčárna und Rýdeč im Nordosten, Domky pod Trojhorou und Třebušín im Osten, Staňkovice im Südosten, Lbín im Süden, Vimperk und Kundratice im Südwesten, Čeřeniště im Westen sowie Němčí im Nordwesten.

## Geschichte
Das Bergdorf Babina wurde wahrscheinlich zum Ende des 12. Jahrhunderts gegründet. Es gehörte anfänglich zu den böhmischen Krongütern und ging dann an das Bistum Prag über. Die erste schriftliche Erwähnung erfolgte im Jahre 1335 als Besitz des Augustiner-Chorherrenstifts Raudnitz. Der Orden verkaufte das Dorf 1399 an den Ritter Jan von Kamýk. Im 16. Jahrhundert wurde der größte Teil des Dorfes an die Herrschaft Liebeschitz angeschlossen; ein Teil von Babina gehörte der Stadt Leitmeritz. 1630 erwarb das Leitmeritzer Jesuitenkolleg den Ort.  Nach dem Jesuitenverbot von 1773 wurde Babina den böhmischen Kammergütern einverleibt. Im Jahre 1830 bestand Babina aus 22 Häusern und hatte 125 größtenteils deutschsprachige Einwohner. Pfarrort war Proboscht, die Schule befand sich in Tschersing. Die Bewohner lebten vornehmlich von der Viehzucht.
Nach der Aufhebung der Patrimonialherrschaften bildete Babina A / Babiny A ab 1850 eine politische Gemeinde in der Bezirkshauptmannschaft Leitmeritz. Im Jahre 1869 hatte Babina A 170 Einwohner. 1904 wies der Prager Botaniker Karel Domin auf die fortschreitende Zerstörung der Babinaer Orchideenwiesen durch die Landwirtschaft hin. 1924 erhielt die Gemeinde die amtliche Bezeichnung Babina I / Babiny I. Babina I hatte im Jahre 1930 144 Einwohner. Nach dem Münchner Abkommen wurde die Gemeinde 1938 dem Deutschen Reich zugeschlagen und gehörte bis 1945 zum Landkreis Aussig. 1939 hatte die Gemeinde 122 Einwohner. 1945 kam Babiny I zur Tschechoslowakei zurück, die deutschen Bewohner wurden vertrieben. Die Wiederbesiedlung des Gebirgsdorf gelang nicht, 1951 lebten in Babiny I nur 6 Menschen. 1950 wurde Babiny I nach Čeřeniště eingemeindet und 1961 wurde es zum Ortsteil von Tašov im Okres Ústí nad Labem. 1980 wurde Babiny I Teil eines militärischen Ausbildungsgeländes und als Ortsteil aufgehoben. Zu dieser Zeit erfolgte der Abriss des verlassenen Dorfes. Nach der Aufhebung des Garnisonsstandortes Litoměřice und des Ausbildungsgeländes wurde Babiny I 1999 zum Ortsteil von Malečov. In Babiny I standen im Jahre 2001 zwei unbewohnte Häuser. 

## Sehenswürdigkeiten
- Wallfahrtskapelle Maria Magdalena, nordöstlich an der Straße von Tašov nach Ovčárna, errichtet 1705 unter Niklas von Klebelsberg. Einer Legende zufolge soll 1580 an der Stelle von Friedrich von Salhausen und seinem Bruder eine erste Kapelle gestiftet worden sein. Die in einem Wäldchen gestandene Kapelle wurde im Jahre 2000 restauriert.
- Kruzifix
- Naturdenkmal Babinské louky, das 41 ha große Schutzgebiet mit einer Population der Lilienblättrigen Becherglocke (Adenophora liliifolia) besteht seit 1993